# The brick pixelation
The brick pixelation bestaat uit twee vernieuwde winkelpanden in de P.C. Hooftstraat in Amsterdam.
Aan het eind van de 19e eeuw, hier ongeveer 1875, verrezen aan deze straat gebouwen in voornamelijk de eclectische bouwstijl, die in al haar versies toch min of meer een geheel vormden. De vier huizen op P.C. Hoofstraat 136-142 bestonden daarbij uit vier gelijke panden van vermoedelijk architect of opdrachtgever H.C. Scholten. Gebouwen werden grotendeels opgetrokken uit baksteen met de verdeling souterrain, drie woonlagen en een zolder. De P.C. Hooftstraat werd in de 20e eeuw steeds meer een winkelstraat voor het duurdere/luxere segment en woonhuizen werden daarbij omgebouwd. Het souterrain werd daarbij samengetrokken met de beletage, zodat een begane grond van circa vijf meter hoogte ontstond waar winkels met etalages in ondergebracht konden worden. Daarbij werd de wens steeds duidelijker om een “opener beeld” te creëren, dat wil zeggen meer glas. Een van de eerste gebouwen in die categorie werd de Crystal houses van MVRDV (2018). Dit werd op de voet gevolgd door The looking glass van UNStudio waarbij glasstroken over de volledige hoogte van de voorgevel kwamen te liggen, waardoor de nadruk ook bleef liggen bij de baksteenelementen.
Het jaar daarop begon de transformatie van P.C. Hoofstraat 140-142. Opnieuw kwam een ontwerp van UNStudio tot uitvoer, die een balans zocht tussen de oude en nieuwe bouw. Allereerst werden de gebouwen samengetrokken, daarna werd een nieuwe gevel opgetrokken. De begane grond kreeg daarbij rondom de glaspartijen “stenen” van roestvast staal met daarop verlijmd glas. De daadwerkelijke glaspartijen voor etalages en toegangsdeur werden verdiept aangelegd in stalen kaders; de ruiten zijn daarbij hellend geplaatst. De entree tot de bovenwoningen, de deurklink en de deurbel zijn geheel geïntegreerd in deze materiaalsoort maar dan met ondoorzichtig glas. De overgang naar de woonetages bestaat uit een horizontale lijst met daaronder de oude baksteenmotieven. De voorgevel van de twee woonetages zijn uitgevoerd in donkergrijs baksteen waarbij verspreid over de eerste verdieping de pixelstenen terugkeren om de overgang naar de tweede verdieping aan te geven (geheel grijs baksteen). (Het model van) De daklijst stamt vervolgens weer uit de 19e eeuw en gaat over naar de zolderetage met twee dakkapelletjes, uitgevoerd in het originele ontwerp.  
Het gebouw werd in het voorjaar van 2020 opgeleverd; Louis Vuitton trok er vrijwel direct in. In december 2020 werd de gevel beschadigd bij een ramkraak.

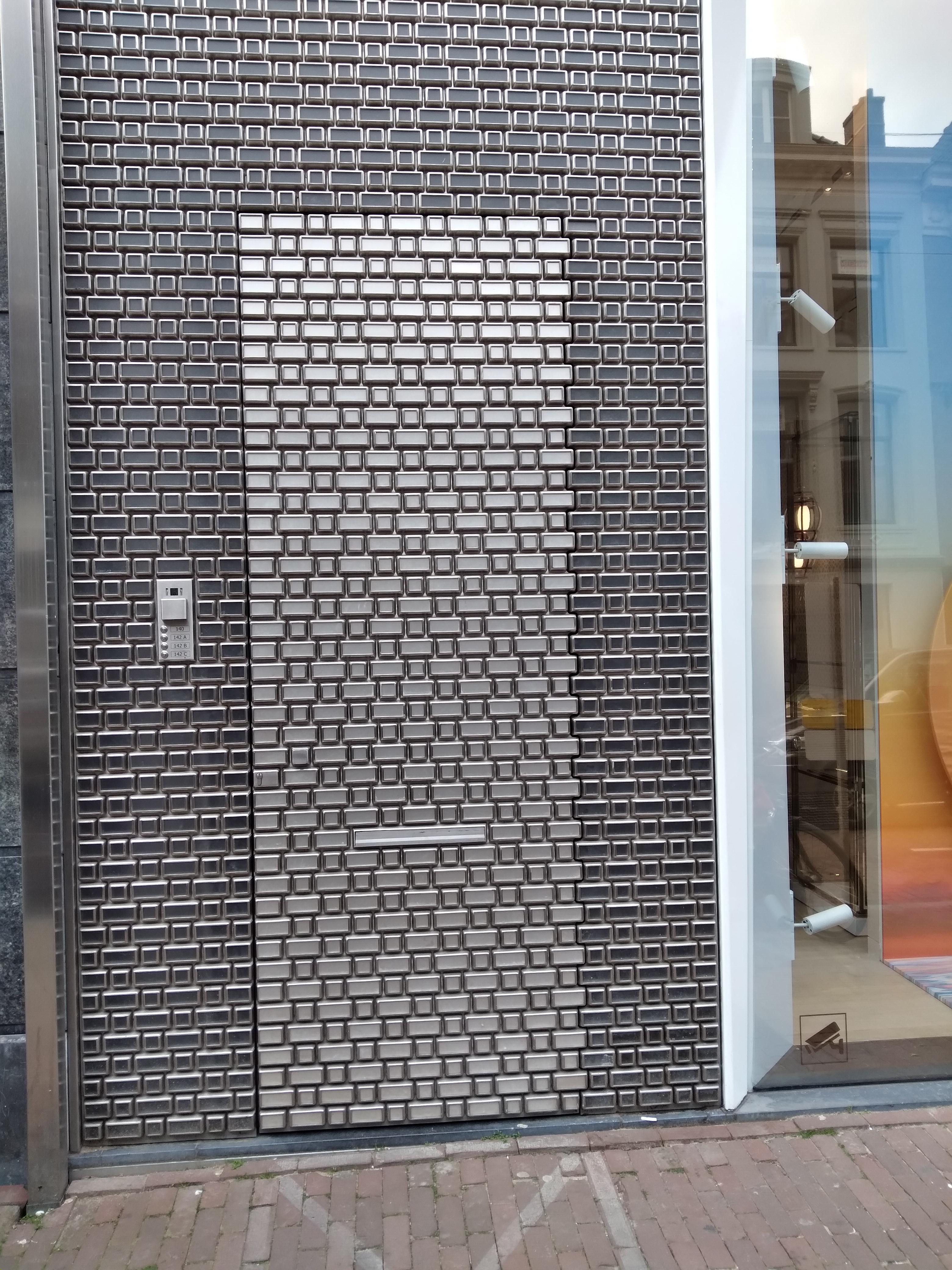
Deur naar woonetages (april 2021)